# 2578 Saint-Exupéry
2578 Saint-Exupéry eller 1975 VW3 är en asteroid i huvudbältet som upptäcktes den 2 november 1975 av den ryska astronomen Tamara Smirnova vid Krims astrofysiska observatorium på Krim. Den har fått sitt namn efter författaren Antoine de Saint-Exupéry.
Asteroiden har en diameter på ungefär 17 kilometer och den tillhör asteroidgruppen Eos.